# توم جيل
توم جيل (بالإنجليزية: Tom Gill)‏ هو كاريكاتيري أمريكي، ولد في 3 يونيو 1913 في بروكلين في الولايات المتحدة، وتوفي في 17 أكتوبر 2005 في كروتون أن هادسون في الولايات المتحدة بسبب نوبة قلبية.